# ライアン・ウェストヘーゼン
ライアン・ウェストヘーゼン（Ryan Oosthuizen、1995年5月22日 - ）は、南アフリカ共和国のラグビーユニオン選手。

## プロフィール
- 南アフリカ共和国・ステレンボッシュ出身[1]。
- ポジションはセンター(CTB)。
- 身長 189cm、体重 92kg

## 略歴
2018年、ラグビーワールドカップセブンズ2018の7人制南アフリカ共和国代表に選ばれて3位に貢献。
2024年、2024パリ五輪の7人制南アフリカ共和国代表に選ばれて銅メダル獲得。